# Modèle de Black-Litterman
 (janvier 2013).
Si vous disposez d'ouvrages ou d'articles de référence ou si vous connaissez des sites web de qualité traitant du thème abordé ici, merci de compléter l'article en donnant les références utiles à sa vérifiabilité et en les liant à la section « Notes et références ».
Le modèle de Black et Litterman est un modèle d’optimisation de portefeuille sous contraintes mis au point par Fischer Black et Robert Litterman.   Il a été développé pour pallier le manque de fiabilité et de souplesse des modèles quantitatifs d’allocation d’actifs. Le fonctionnement du modèle de Black et Litterman est décrit dans leur article « Global Portfolio Optimization » paru en 1992.
Le modèle de Black-Litterman combine l’équilibre de marché avec les anticipations des investisseurs pour produire une allocation pertinente et qui reflète les prévisions des investisseurs. Il s’appuie sur deux modèles de référence de la théorie moderne du portefeuille que sont l’optimisation moyenne-variance de Harry Markowitz et le modèle d'évaluation des actifs financiers de Sharpe et Lintner aussi appelé MEDAF. De plus, le modèle de Black-Litterman offre un degré de flexibilité supplémentaire en permettant à l'investisseur de qualifier le niveau de confiance qu’il a dans ses anticipations.

## Initialisation par l’équilibre de marché
Les modèles d’optimisation de portefeuille, en dépit de leur sophistication et de la puissance de calcul disponible, souffrent d’un déficit de crédibilité lié aux résultats aberrants qu’ils produisent parfois. Par exemple, les allocations proposées peuvent inclure d’importantes positions de vente à découvert ou bien des positions nulles sur tous les actifs sauf un petit nombre d’entre eux. 
Par ailleurs, la plupart des modèles utilise l’optimisation moyenne-variance de Markowitz qui est très sensible aux anticipations de rendement. Ainsi une variation d’une fraction de pourcentage sur le rendement attendu d’un actif peut accroître de façon disproportionnée la part de cet actif dans l’allocation calculée.
L'utilisation du modèle d’équilibre du MEDAF dans le modèle de Black-Litterman permet d’éviter ces difficultés. Aussi, les allocations calculées par le modèle de Black-Litterman apparaissent-elles plus raisonnables et plus naturelles que celles fournies par les modèles traditionnels. Pour schématiser, le modèle de Black-Litterman est une optimisation de portefeuille de Markowitz mais dont l’initialisation serait faite en utilisant le modèle du MEDAF. En effet, dans l’optimisation de Markowitz traditionnelle, il est nécessaire de spécifier les corrélations entre tous les actifs mais également le rendements prévisionnels des actifs. Ainsi, il y a autant de rendements prévisionnels à déterminer qu’il existe d’actifs dans le portefeuille. En l’absence d’anticipations de l’investisseur, il est nécessaire d'indiquer des valeurs par défaut des rendements prévisionnels pour l'optimisation. On parlera alors d'initialisation des hypothèses de rendement.
L'initialisation des hypothèses de rendement pour l’optimisation peut être faite de plusieurs façons mais la méthode d’équilibre du MEDAF leur est supérieure. Parmi celles-ci on trouve l’utilisation de rendements historiques pour prédire les rendements futurs, l’hypothèse de rendements égaux quelle que soit la classe d’actifs et le pays, l’hypothèse de rendements ajustés pour le risque. Même dans le cas de l’hypothèse de rendements ajustés pour le risque qui est une amélioration des deux précédentes méthodes, deux aspects sont négligés. Précisons que dans l'hypothèse de rendements ajustés pour le risque, le rendement par unité de volatilité est le même quel que soit l’actif. D’une part, les corrélations entre actifs ne sont pas prises en compte mais surtout l’influence de la demande pour les actifs est absente.
Le modèle d’équilibre du MEDAF intègre les effets de l’offre et de la demande dans les marchés financiers et permet d'obtenir une vision neutre des rendements attendus par le marché. En voici le mécanisme. Lorsque la demande d’un actif augmente, le prix de cet actif augmentera ce qui aura pour effet de réduire le rendement de l’actif.
L’équilibre du MEDAF correspond à une situation où l’ensemble des rendements s’ajustent pour équilibrer l’offre et la demande si tous les investisseurs avaient des anticipations identiques. Le modèle de Sharpe et Lintner montre que, dans un contexte de marché global, l’équilibre est obtenu avec le portefeuille de marché.
Le rendement d’équilibre des actifs est relié à leur capitalisation dans le portefeuille de marché. Au moins deux méthodes sont disponibles pour faire ce calcul. La première méthode fait intervenir l'aversion au risque tandis que la seconde repose sur le concept de prime de risque. L'article de Black et Litterman emploie aussi l'aversion au risque au travers d'une constante {\displaystyle \delta } mais sans détailler de méthode d'estimation et en renvoyant vers un autre article. Quant au calcul basé sur la prime de risque, il s'effectue
par l’intermédiaire des Bêta. Le coefficient {\displaystyle \beta _{i}} mesure la sensibilité du rendement {\displaystyle r_{i}} de l'actif i au rendement {\displaystyle r_{M}} du portefeuille de marché.  
{\displaystyle \beta _{i}\ ={\frac {Cov(r_{i},r_{M})}{\sigma _{M}^{2}}}}
où {\displaystyle \sigma _{M}} est la volatilité du rendement {\displaystyle r_{M}} du portefeuille de marché. Soient {\displaystyle \Sigma } la matrice de covariance du vecteur des rendements {\displaystyle r_{i}}, et {\displaystyle W_{i}} la capitalisation de l'actif i dans le portefeuille de marché, alors on peut exprimer {\displaystyle \sigma _{M}} en fonction de {\displaystyle \Sigma } et du vecteur {\displaystyle W}:
{\displaystyle \sigma _{M}^{2}\ =W^{T}\cdot \Sigma \cdot W}
Notons {\displaystyle \pi _{i}} les rendements  {\displaystyle r_{i}-r} où {\displaystyle r} est le rendement de l’actif sans risque. On a alors :
{\displaystyle \pi _{i}\ =\beta _{i}(r_{M}-r)}, où la quantité {\displaystyle (r_{M}-r)} est la prime de risque du marché. Une fois déterminée la prime de risque, les sur-rendements neutres {\displaystyle \pi _{i}} s’en déduisent immédiatement. Dans la suite, on s’intéressera davantage aux sur-rendements {\displaystyle \pi _{i}} qu'aux rendements {\displaystyle r_{i}}  à proprement parler.

## L’intégration des anticipations de rendement
Voici un autre avantage du modèle de Black-Litterman. L’investisseur n’a pas besoin d’indiquer des anticipations de rendement pour tous les actifs mais uniquement pour ceux sur lesquels il a un avis. Les autres rendements des actifs nécessaires à l’optimisation moyenne-variance sont calculés à partir de l’équilibre de marché du MEDAF et des anticipations que l’investisseur aura saisies.
Le modèle de Black-Litterman permet la saisie d’anticipations sous des formes variées. Il peut s’agir d’une anticipation absolue : l’actif A aura un rendement de x %, ou d’une anticipation relative : l’actif A surperformera l’actif B de y %. Plus généralement, toute anticipation qui peut être décrite sous la forme d’une combinaison linéaire des rendements d’actifs est possible.
Dans le cas où l’investisseur n’a pas d’anticipation sur les performances à venir des actifs, l’allocation proposée correspond à la vision neutre issue du MEDAF, c’est-à-dire au portefeuille de marché.
Le modèle de Black-Litterman intègre deux données, une information de marché sous la forme des sur-rendements d’équilibre, c’est-à-dire la partie supérieure au taux d’intérêt sans risque {\displaystyle r}, et les anticipations des investisseurs. Les deux données sont incertaines par nature et sont raisonnablement représentées par deux variables aléatoires. Il est remarquable que même si un actif ne fait pas l’objet d’anticipation de rendement, le sur-rendement de ce dernier est calculé pour être aussi cohérent que possible avec les données de marché et d’anticipation.

## Modèle simplifié
On suppose qu’il n’existe que trois actifs A,B et C. Le sur-rendement de chacun des actifs est déterminé par l’équilibre de marché et d’éventuelles surprises, d’une part sur un facteur de risque commun aux trois actifs, et, d’autre part sur trois facteurs de risques individuels. Mathématiquement, on pourrait décrire le modèle comme suit :
- {\displaystyle R_{A}\ =\ \pi _{A}+\gamma _{A}Z+\nu _{A}}
- {\displaystyle R_{B}\ =\ \pi _{B}+\gamma _{B}Z+\nu _{B}}
- {\displaystyle R_{C}\ =\ \pi _{C}+\gamma _{C}Z+\nu _{C}}

Où {\displaystyle R_{i}} est le sur-rendement de l'actif i, {\displaystyle \pi _{i}} est le sur-rendement d'équilibre de l'actif i, {\displaystyle \gamma _{i}} représente l'influence de {\displaystyle Z} le facteur de risque commun, et {\displaystyle \nu _{i}} correspond à la surprise indépendante sur l'actif i.
Dans ce modèle, le risque relatif aux sur-rendements des actifs A, B et C est mesuré par une matrice de covariance {\displaystyle \Sigma } qui combine les quatre facteurs de risque: le facteur commun {\displaystyle Z} et les trois facteurs individuels indépendants et propres à chaque actif. Il faut noter qu'il n'est pas possible d'isoler les différents facteurs de risque à partir de la seule observation de {\displaystyle \Sigma }.
Le vecteur des sur-rendements attendus des actifs est fonction des primes de risque d'équilibre, de l'espérance mathématique du facteur de risque commun et de l'espérance mathématique du vecteur des surprises indépendantes de chaque actif. Ainsi l'espérance du sur-rendement de l'actif A s'écrit:
{\displaystyle E[R_{A}]\ =\ \pi _{A}+\gamma _{A}E[Z]+E[\nu _{A}]}
Ici, {\displaystyle E[R_{A}]} est elle-même une variable aléatoire qui est conditionnée par les anticipations sur les sur-rendements. L'espérance de {\displaystyle E[R_{A}]} correspond à la prime de risque d'équilibre, tandis que l'incertitude sur {\displaystyle E[R_{A}]} dépend de l'incertitude sur le facteur commun {\displaystyle E[Z]} et sur les facteurs individuels {\displaystyle E[\nu _{i}]}. Black et Litterman font l'hypothèse que l'incertitude des variables aléatoires {\displaystyle E[Z]} et {\displaystyle E[\nu _{i}]} est proportionnelle, respectivement, à la volatilité de {\displaystyle Z} et de {\displaystyle \nu _{i}}.
Cette hypothèse entraîne que le vecteur aléatoire formé des {\displaystyle E[R_{i}]} admet une matrice de covariance proportionnelle à {\displaystyle \Sigma }, soit {\displaystyle \tau \Sigma }. D'après Black et Litterman, la valeur de {\displaystyle \tau } est proche de 0 puisque selon leurs termes, l’incertitude sur l’espérance d’une variable aléatoire est plus faible que l’incertitude sur la variable aléatoire elle-même. Mais cette valeur fait l'objet d'une controverse. Certains auteurs utilisent parfois la valeur 0 pour {\displaystyle \tau } comme Meucci, Krishnan et Mains en faisant l’hypothèse simplificatrice qu’il n’y a pas d’erreur d’estimation sur l’espérance des {\displaystyle E[R_{i}]} . D'autres tels que  Satchell and Scowcroft considèrent que {\displaystyle \tau } est souvent égal à 1. Alternativement, Meucci évalue l’erreur d’estimation et donc {\displaystyle \tau } à partir du nombre de données disponibles. D’après le même auteur, la valeur de {\displaystyle \tau } semble normalement devoir se situer entre 0 et 1. Néanmoins, J. Walters indique que certains auteurs envisagent la possibilité d'une valeur {\displaystyle \tau >1}.
Si un investisseur souhaite exprimer une anticipation certaine à 100 % à l'intérieur du modèle, il peut le faire par l'intermédiaire d'une contrainte linéaire. Par exemple, s'il prévoit que l'actif A surperforme l'actif B d'une certaine valeur {\displaystyle Q}, cela se traduira par la contrainte: {\displaystyle E[R_{A}]-E[R_{B}]\ =Q}.
En faisant l'hypothèse plus forte d'une distribution gaussienne pour le vecteur aléatoire:
{\displaystyle E[R]\ =\left({\begin{matrix}E[R_{A}]\\E[R_{B}]\\E[R_{C}]\end{matrix}}\right)\sim {\mathcal {N}}(\pi ,\tau \Sigma )},
il devient possible de déterminer la nouvelle distribution du vecteur aléatoire conditionnellement à la contrainte
{\displaystyle P^{T}\cdot E[R]\ =Q}
où {\displaystyle P} est le vecteur
{\displaystyle \left({\begin{matrix}1\\-1\\0\end{matrix}}\right)}.
L’espérance de la nouvelle distribution, qui représente les sur-rendements en tenant compte des anticipations est:
{\displaystyle {\overline {E[R]}}\ =\pi +\tau \Sigma \cdot P\cdot [P^{T}\cdot \tau \Sigma \cdot P]^{-1}\cdot [Q-P^{T}\cdot \pi ]}
En réalité, les calculs précédents sont valables en toute généralité quel que soit le nombre {\displaystyle N} d'actifs pour une anticipation certaine à 100 %.
Lorsqu'il y a plus d'une anticipation, {\displaystyle P} prend la forme d'une matrice à {\displaystyle N} lignes et {\displaystyle N} colonnes où la colonne j décrit la jème contrainte, certaines colonnes pouvant être nulles tandis que {\displaystyle Q} prend la forme d'un vecteur ligne à {\displaystyle N} composantes où la composante j correspond à la valeur de la jème contrainte, certaines composantes pouvant être nulles.
Jusqu’ici les anticipations étaient supposées certaines à 100 %. Une des innovations qu'apporte le modèle de Black-Litterman est la possibilité de moduler le niveau de confiance d'une anticipation et donc d'intégrer des anticipations plus ou moins fiables.

## Niveau de confiance
L'incertitude sur la qualité d'anticipation est prise en compte dans le modèle de Black-Litterman en intégrant un paramètre {\displaystyle \epsilon } à la contrainte.
{\displaystyle P^{T}\cdot E[R]\ =Q+\epsilon }
où {\displaystyle \epsilon } est une vecteur ligne gaussien centré de matrice de covariance la matrice diagonale {\displaystyle \Omega }. L'élément diagonal j détermine le niveau de confiance dans l'anticipation j. Plus sa valeur est faible, plus la confiance dans l'anticipation j est élevée et inversement.
La distribution du vecteur {\displaystyle E[R]} conditionnellement aux anticipations et au niveau de confiance dans ces anticipations a pour espérance:
{\displaystyle {\overline {E[R]}}\ =[(\tau \Sigma )^{-1}+P\cdot \Omega ^{-1}\cdot P^{T}]^{-1}\cdot [(\tau \Sigma )^{-1}\cdot \pi +P\cdot \Omega ^{-1}\cdot Q^{T}]}
Ce vecteur représente les sur-rendements attendus une fois pris en compte les anticipations et le niveau de confiance dans ces anticipations. Disposant désormais, d'une part des rendements des actifs issus de l'équilibre de marché et des anticipations, et d'autre part des corrélations entre les rendements des actifs, l'optimisation moyenne-variance de Markowitz peut être effectuée pour fournir l'allocation cherchée.